# Pippa Lock
Pour les articles homonymes, voir Lock.
Pippa Lock née le 23 octobre 1999, est une joueuse britannique de hockey sur gazon. Elle évolue à University of Birmingham et avec les équipes nationales anglaise et britannique.

## Carrière
Elle a fait ses débuts le 23 avril 2022 avec l'Angleterre contre les États-Unis en Caroline du Nord lors de la Ligue professionnelle 2021-2022.